# شب دلگیر
عنوان (انگلیسی: Bleak Night؛‏ کره‌ای: 파수꾼) فیلم درام محصول سال ۲۰۱۰ کره جنوبی به نویسندگی و کارگردانی یون سونگ هیون است. این فیلم داستان یک پدر را روایت می‌کند که به دنبال پاسخ‌هایی پس از مرگ پسرش می‌گردد و تغییرات روابط میان سه دوست دبیرستانی را نشان می‌دهد.

## بازیگران
- لی جه هون در نقش کی ته
- سو جون یونگ در نقش دونگ یون
- پارک جونگ مین در نقش بک هی جون («بکی»)
- جو سونگ ها در نقش پدر کی ته
- به جه کی در نقش جه هو
- لی چو هی در نقش سه جونگ، دوست‌دختر دونگ یون